# Seznam angleških ilustratorjev
Seznam angleških ilustratorjev.

## A
- M. Alison Atkins

## B
- Banksy
- Francis Barlow (umetnik)
- C. E. Brock
- Hablot Knight Browne
- Henry William Bunbury

## C
- Randolph Caldecott
- Gary Chalk
- Walter Crane
- Peter Cross
- George Cruikshank

## D
- Roger Dean
- Edmond Dulac (fr.-angl.)

## E
- Anthony Earnshaw

## F
- Robert Fawcett (1903–1967)
- Peggy Fortnum
- Chris Foss
- Brian Froud
- Harry Furniss

## G
- David Gentleman
- W. S. Gilbert
- Warwick Goble
- Thomas Cooper Gotch
- Melvyn Grant

## H
- George Charles Haité
- Martin Handford
- David A. Hardy
- William Heath Robinson (tudi film. animator)
- William Hogarth

## K
- Charles Keene
- John Lockwood Kipling

## L
- John Leech
- Anne Lister
- David (Alexander Cecil) Löw

## M
- Rodney Matthews
- Phil May
- Donald McGill
- John Frederick Miller
- John Minton (umetnik)

## N
- John Nash (umetnik)

## P
- Mervyn Peake
- Alister Pearson

## R
- Arthur Rackham
- Charles Ricketts
- Diana Ross

## S
- Peter Scott
- Ernest H. Shepard (1879-1976)
- Thomas H. Shepherd
- Charles Hamilton Smith

## T
- Geoff Taylor